# 西条国民学校
西条国民学校（にしじょうこくみんがっこう）は現在の長野市立西条小学校、長野市立松代中学校。

## 沿革
- 明治6年9月、第6大学区・第16中学区・第56番小学校として西条学校を設置。校舎は近隣の清水寺及び乾徳寺を仮用。
- 1941年（昭和16年）4月1日 長野県埴科郡西条村立西条国民学校となる。
- 1947年（昭和22年）4月1日 村立西条小学校・村立西条中学校となる。
- 1954年（昭和29年）4月 西条中学校が松代町立松代中学校（現在の長野市立松代中学校）と合併。
- 1956年（昭和31年）9月30日 埴科郡西条村が同郡松代町に編入。
- 1956年（昭和31年）10月1日 村立西条小学校は松代町立西条小学校となる。
- 1966年（昭和41年）10月16日 2市3町3村合併により長野市となる。長野市立西条小学校として現在に続いている。